# Miami Vice Theme
«Miami Vice Theme» es una pieza musical compuesta e interpretada por Jan Hammer como tema de la serie de televisión Miami Vice. Se presentó por primera vez como parte de la transmisión televisiva del programa en septiembre de 1984 y se lanzó como sencillo en 1985. Alcanzó el número uno en el Billboard Hot 100 de Estados Unidos. el número cinco en el Reino Unido y el número tres en Canadá. En 1986, ganó los premios Grammy a la "Mejor Composición Instrumental" y "Mejor Interpretación Instrumental Pop". Esta canción, junto con el éxito número dos de Glenn Frey "You Belong to the City", puso la banda sonora de Miami Vice en la cima de la lista de álbumes de Estados Unidos durante 11 semanas en 1985.

## Vídeo musical
El video musical del tema muestra un episodio muy corto de Miami Vice, con James "Sonny" Crockett (Don Johnson) y Ricardo Tubbs (Philip Michael Thomas) siguiendo a Jan Hammer, quien interpreta a un fugitivo. A lo largo de la mayor parte del video, Hammer interpreta el tema frente a la pantalla de un proyector que reproduce imágenes de la serie de televisión. Al final del video, aborda un helicóptero y escapa de la vista de Crockett.

## Lista de canciones
sencillo de 7" 'MCA / MCAP1000 (UK)
(Masterizado por Greg Fulginiti)
1. Miami Vice Theme" – 2:26
2. "Miami Vice Theme" (Versión para TV) – 1:00
3. "Miami Vice Theme" (12") – 4:30

maxi de 12" MCA / MCAT1000 (UK)
(Remix extendido y edición de 12" realizada por Louis Silas, Jr.)
1. "Miami Vice Theme" (Extended Remix) – 6:55
2. "Miami Vice Theme" (Versión para TV) – 1:00
3. "Miami Vice Theme" (12") – 4:30

## Posicionamiento en Listas
| Lista (1985)                          | Posición |
| ------------------------------------- | -------- |
| Alemania (Offizielle Deutsche Charts) | 5        |
| Austria (Ö3 Austria Top 40)           | 4        |
| Canadá (RPM Top Singles)              | 3        |
| Estados Unidos Billboard Hot 100      | 1        |
| Estados Unidos Hot Black Singles      | 10       |
| Estados Unidos Cash Box               | 1        |
| Irlanda (IRMA)                        | 2        |
| Nueva Zelanda (Recorded Music NZ)     | 8        |
| Reino Unido (UK Singles Chart)        | 5        |
| Suiza (Schweizer Hitparade)           | 8        |